# Église Saint-Nicolas de Porto
 (janvier 2023).
Pour les articles homonymes, voir Église Saint-Nicolas.
L'église Saint-Nicolas (portugais : Igreja Sao Nicolau) est une église située dans la paroisse du même nom, dans la ville de Porto, au Portugal.

## Histoire et description
Avec la nécessité d'améliorer l'administration de la ville de Porto, à la fin du XVIe siècle, la seule paroisse existante, celle de Santa Maria da Sé, fut divisée en quatre par l'évêque de Porto, Marcos de Lisboa : Sé, Vitória, São Nicolau et São João Baptista de Belomonte, ce dernier étant éteint et divisé entre Vitória et São Nicolau.
Initialement tenus dans une petite chapelle du XIIIe siècle, les services religieux de la paroisse de São Nicolau avaient besoin de plus d'espace, et pour cette raison la chapelle fut démolie pour faire place à l'église de São Nicolau en 1671.
L'église Saint-Nicolas subit un incendie en 1758. Sa reconstruction, achevée en 1762, dans un style mixte néoclassique et baroque, a été conçue par le frère Manuel de Jesus Maria et a été réalisée pendant l'évêché de D. Frère António de Sousa.
En 1832, un cimetière à balustrade fut ajouté pour protéger les tombes et en 1861, la façade fut recouverte d'azulejos.